# جیلن براون
جیلن براون (انگلیسی: Jaylen Brown؛ زادهٔ ۲۴ اکتبر ۱۹۹۶) یک بازیکن بسکتبال اهل ایالات متحده آمریکا است.
وی در مسابقات کشوری و بین‌المللی در مجموع برندهٔ ۱ مدال طلا شده‌است.